# Topònims de Santa Llúcia de Mur
Llistat de topònims del poble de Santa Llúcia de Mur, pertanyent a l'antic terme municipal de Mur, actualment integrat en el de Castell de Mur, al Pallars Jussà, presents a la Viquipèdia.

## Edificis

### Esglésies

#### Romàniques
- Santa Llúcia de Mur

### Masies (pel que fa als edificis)
| - Cal Pinell (wd) | - Cal Sebastià i Teresó (wd) | - Casa Gavarrell (wd) |  |

## Geografia

### Boscs
- Roureres de Roca (wd)

### Camps de conreu
| - Los Avalls - Lo Camp - Canissera - Ço de Canja | - Tros de Casa - Les Esplugues - Vinya d'Estorm - Planta de Grabiel | - La Moixa de Gavarrell - La Plana - La Planta - Les Plantes | - Purredons - Els Rengars - La Rutgera - Hort de Toniquet |

### Cingleres
- Cingle de Cossialls

### Clots
| - Clot de la Llobera | - Clot de Roca |  |  |

### Corrents d'aigua
| - Barranc del Cantilar | - Llau de la Carrerada |  |  |

### Costes
- Costes de Toniquet

### Diversos
| - Les Gargalles | - La Llobera |  |  |

### Entitats de població
- Santa Llúcia de Mur

### Masies (pel que fa al territori)
| - Cal Pinell | - Cal Sebastià i Teresó | - Casa Gavarrell |  |

### Planes
| - Pla de la Creu | - La Plana | - Els Rengars |  |

### Solanes
- Les Solanes

### Vedats
- Vedat de Casa de Caps

### Vies de comunicació
| - Camí dels Avalls - Camí de Mur, des de Santa Llúcia de Mur | - Camí de la Plana | - Camí de Purredons | - Carretera de Santa Llúcia de Mur |